# Saint-Marcel (Haute-Saône)
Saint-Marcel ist eine Gemeinde im französischen Département Haute-Saône in der Region Bourgogne-Franche-Comté.

## Geographie
Saint-Marcel liegt auf einer Höhe von 260 m über dem Meeresspiegel, sechs Kilometer westlich von Jussey und etwa 34 Kilometer nordwestlich der Stadt Vesoul (Luftlinie). Das Dorf erstreckt sich im äußersten Nordwesten des Departements, in einer Mulde auf dem Hochplateau, das zu den östlichen Ausläufern des Plateaus von Langres gehört, südlich des Tals der Mance, am Westfuß der Bridelle.
Die Fläche des 7,10 km² großen Gemeindegebiets umfasst einen Abschnitt des Plateaus von Langres westlich des oberen Saônetals. Der zentrale Teil des Gebietes wird von der Mulde von Saint-Marcel eingenommen, die durchschnittlich auf 260 m liegt. Sie wird überwiegend landwirtschaftlich genutzt und durch den Ruisseau de Couaz nach Süden zur Ougeotte entwässert.
Gegen Norden steigt das Gelände allmählich an zu einer Hochfläche, welche die Mulde von Saint-Marcel vom Tal der Mance trennt. Auf der Höhe bei Rosières wird mit 317 m die höchste Erhebung von Saint-Marcel erreicht. Die südliche Abgrenzung markiert die Anhöhe der Côte d'Enfer. Nach Südosten erstreckt sich das Gemeindeareal bis an den Hang des Kegelberges La Bridelle. In geologisch-tektonischer Hinsicht besteht das Gelände bei Saint-Marcel aus einer Wechsellagerung von sandig-mergeligen und kalkigen Sedimenten, die zur Hauptsache während der Lias (Unterjura) abgelagert wurden.
Nachbargemeinden von Saint-Marcel sind Rosières-sur-Mance im Norden, Cemboing und Jussey im Osten, Montigny-lès-Cherlieu im Süden sowie Vitrey-sur-Mance im Westen.

## Geschichte
Das Gemeindegebiet von Saint-Marcel war schon sehr früh besiedelt. Bei Ausgrabungen wurden Überreste einer gallorömischen Siedlung entdeckt. Den Ursprung von Saint-Marcel bildete ein vermutlich im 6. Jahrhundert gegründetes Benediktinerpriorat, das jedoch erst im Jahr 1109 urkundlich einwandfrei belegt ist. Im Mittelalter gehörte Saint-Marcel zur Freigrafschaft Burgund und darin zum Gebiet des Bailliage d’Amont. Zusammen mit der Franche-Comté gelangte das Dorf mit dem Frieden von Nimwegen 1678 definitiv an Frankreich. Heute ist Saint-Marcel Mitglied des 17 Ortschaften umfassenden Gemeindeverbandes Communauté de communes du Pays Jusséen.

## Sehenswürdigkeiten
Die Kirche von Saint-Marcel wurde im 19. Jahrhundert neu erbaut und besitzt einen Glockenturm aus dem 18. Jahrhundert. Zur bemerkenswerten Ausstattung gehören eine vergoldete Madonnenstatue (16. Jahrhundert) sowie weitere Statuen aus dem 17. und 18. Jahrhundert. Neben der Kirche steht ein Kreuz, das vermutlich aus frühchristlicher Zeit stammt.

## Bevölkerung
| Jahr                       | 1962 | 1968 | 1975 | 1982 | 1990 | 1999 | 2006 |
| Einwohner                  | 170  | 150  | 133  | 115  | 104  | 107  | 113  |
| Quellen: Cassini und INSEE |      |      |      |      |      |      |      |

Mit 90 Einwohnern (1. Januar 2022) gehört Saint-Marcel zu den kleinen Gemeinden des Département Haute-Saône. Nachdem die Einwohnerzahl in der ersten Hälfte des 20. Jahrhunderts deutlich abgenommen hatte (1881 wurden noch 321 Personen gezählt), wurden seit Beginn der 1980er Jahre nur noch geringe Schwankungen verzeichnet.

## Wirtschaft und Infrastruktur
Saint-Marcel war bis weit ins 20. Jahrhundert hinein ein vorwiegend durch die Landwirtschaft (Ackerbau, Weinbau, Obstbau und Viehzucht) geprägtes Dorf. Heute gibt es einige Betriebe des lokalen Kleingewerbes. In den letzten Jahrzehnten hat sich das Dorf zu einer Wohngemeinde gewandelt. Viele Erwerbstätige sind deshalb Wegpendler, die in den größeren Ortschaften der Umgebung ihrer Arbeit nachgehen.
Der Ort liegt abseits der größeren Durchgangsachsen an einer Departementsstraße, die von Jussey nach Fayl-Billot führt. Weitere Straßenverbindungen bestehen mit Rosières-sur-Mance, Noroy-lès-Jussey und Montigny-lès-Cherlieu.